# Schnella stuebeliana
Schnella stuebeliana là một loài thực vật có hoa trong họ Đậu. Loài này được (Harms) Britton & Killip miêu tả khoa học đầu tiên năm 1936.